# Pamparato
Pamparato é uma comuna italiana da região do Piemonte, província de Cuneo, com cerca de 403 habitantes. Estende-se por uma área de 35 km², tendo uma densidade populacional de 12 hab/km². Faz fronteira com Garessio, Monasterolo Casotto, Roburent, Torre Mondovì, Viola.

## Demografia
| Variação demográfica do município entre 1861 e 2011                               |
|                                                                                   |
| Fonte: Istituto Nazionale di Statistica (ISTAT) - Elaboração gráfica da Wikipedia |